# STS-135
STS-135 est une mission de la navette spatiale Atlantis à destination de la Station spatiale internationale dont le lancement a été effectué le 8 juillet 2011. 
Cette mission, dernier vol d'une navette spatiale américaine, a pour but d'emmener le module logistique multi-usages Raffaello.
Une sortie extravéhiculaire est prévue, ainsi qu'une expérience de mission robotique de transfert de carburant à l'aide du Special Purpose Dexterous Manipulator,.

## Équipage

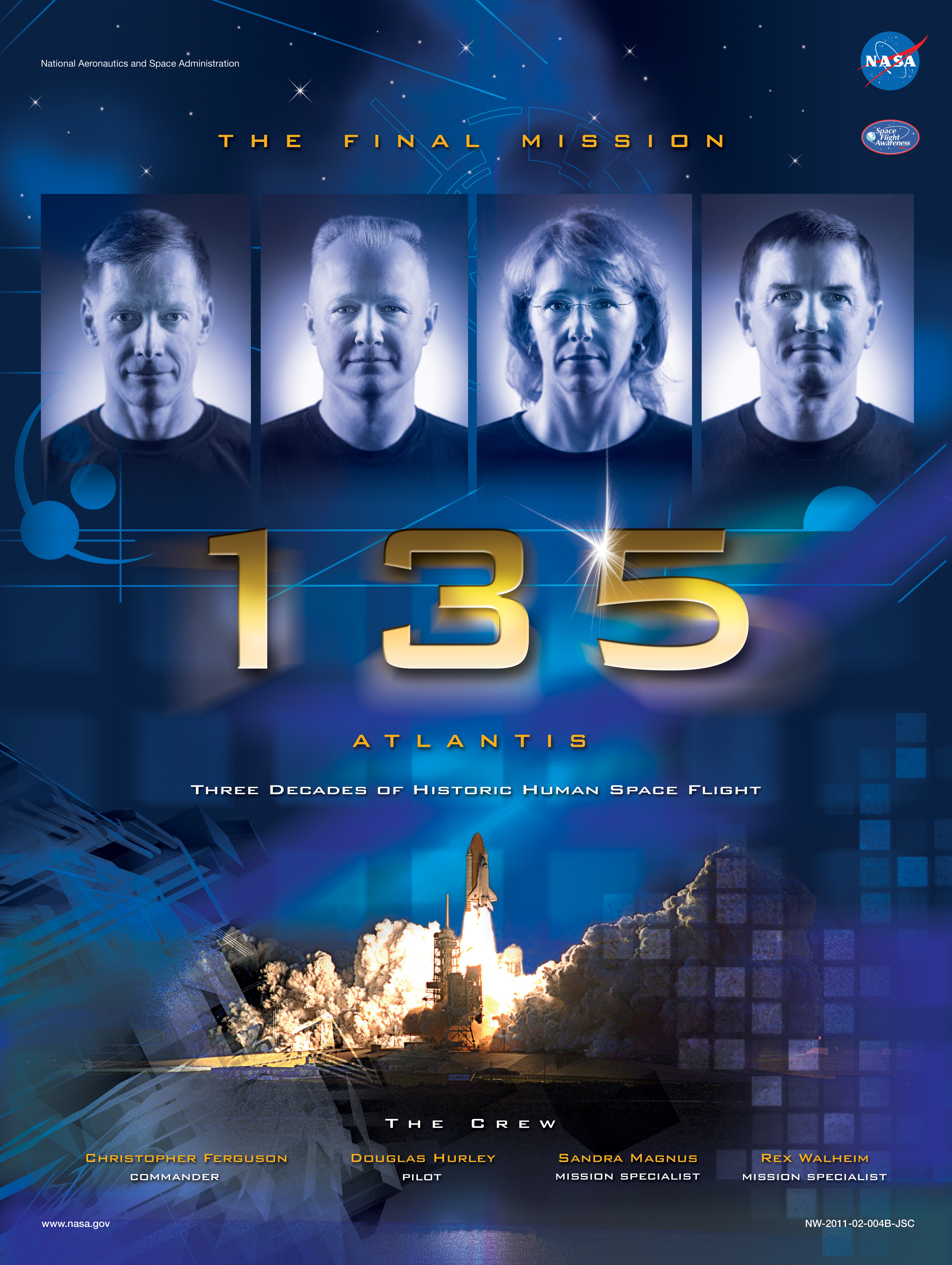
Poster de la mission.

Seulement quatre astronautes ont été assignés à cette mission contre les six ou sept pour les autres missions car après la retraite de Discovery et d'Endeavour, aucune autre navette spatiale n'aurait pu récupérer l'équipage si l'orbiteur avait été endommagé. Ainsi, les quatre astronautes auraient pu prendre place dans un module Soyouz pour pouvoir revenir sur Terre. 
Les membres d'équipage étaient :
- Commandant : Christopher Ferguson (3)  États-Unis
- Pilote : Douglas G. Hurley (2)  États-Unis
- Spécialiste de mission 1 : Sandra Magnus (3)  États-Unis
- Spécialiste de mission 2 : Rex J. Walheim (3)  États-Unis

Le nombre entre parenthèses indique le nombre de vols spatiaux effectués par l'astronaute, STS-135 inclus.

## Expériences
Deux iPhones 4 équipé d'une application spéciale sont emportés à la Station spatiale internationale (ISS). Les appareils sont utilisés dans diverses expériences, exploitant les capteurs et l'appareil photo de l'appareil.